# Wężówka
Wężówka [pronunciación en polaco: /vɛ̃ˈʐufka/] (en alemán: Wensowken) es un pueblo ubicado en el distrito administrativo de Gmina Wydminy, dentro del Condado de Giżycko, Voivodato de Varmia y Masuria, en Polonia del norte.
Se encuentra aproximadamente a 4 kilómetros al sureste de Wydminy, a 23 kilómetros al este de Giżycko, y a 106 kilómetros al este de la capital regional Olsztyn.